# Русская Америка
Ру́сская Аме́рика — совокупность владений Российской империи в Северной Америке, включавшая Аляску, Алеутские острова, архипелаг Александра и поселения на тихоокеанском побережье современных США (крепость Росс), а также три поселения, включавшие Елизаветинскую крепость (Гавайи).

## История

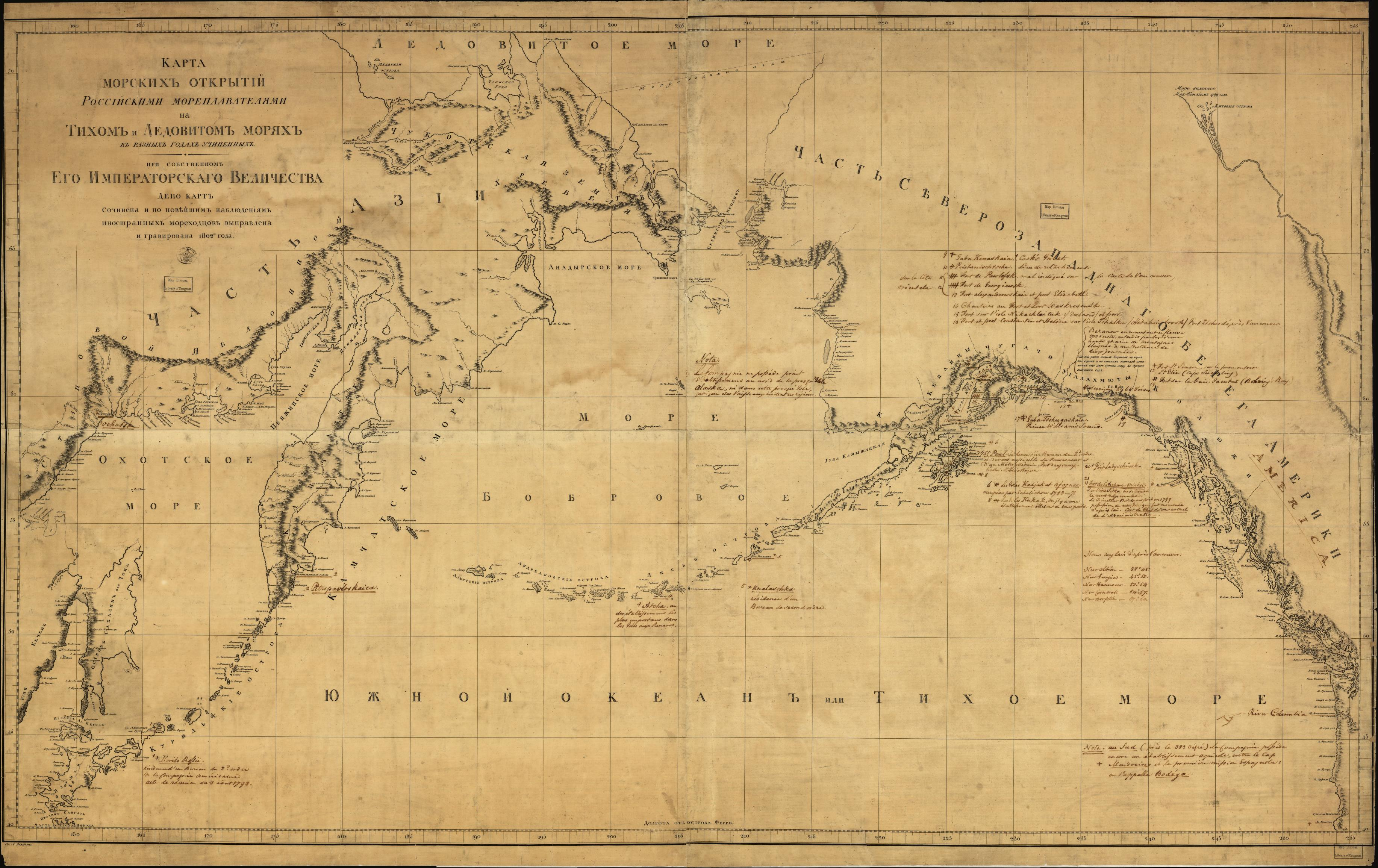
«Карта морских открытий российскими мореплавателями на Тихом и Ледовитом морях», 1802 год

Первыми русскими, которые со стороны Сибири открыли полуостров Аляску (Америку), были моряки экспедиции Семёна Дежнёва в 1648 году. Существует предположение, что часть мореходов после кораблекрушения одного из кочей могла высадиться на американский берег и основать первое поселение Кынговей, оказавшееся нежизнеспособным. Иоганн де Родес писал в 1652 году из Москвы шведской королеве Кристине о подготовке экспедиции в Америку якутским воеводой Францбековым (Фаренсбахом), для которой якобы собирались отрядить 200 стрельцов под командой иностранных офицеров. По всей видимости, экспедиция не состоялась: в том же году Францбеков потерял своё место из-за злоупотреблений. О происхождении американских туземцев от народов Сибири сообщал в 1687 или 1689 году иезуиту Аврилю смоленский воевода Мусин-Пушкин, служивший до того в Сибирском приказе.
В «Хронографе» энциклопедиста Сибири Семёна Ремезова (ум. после 1720) содержались сведения об Америке с указанием источника:
В космографии же писано об Америке, яко стоит средь великого моря окияна, человеком вся та земля непостижна суть…
В 1700-х годах движение русских в Америку осуществлялось по двум направлениям, по Алеутскому пути и через Берингов пролив, наиболее интенсивно использовали Алеутский путь.

«Карта Ледовитого моря и Восточного океана», составленная в 1844 году Гидрографическим департаментом Морского министерства Российской империи с детальным показанием Русской Америки

В 1732 году Михаил Гвоздев и Иван Фёдоров на боте «Святой Гавриил» совершили плавание к берегам «Большой земли» (северо-западной Америки), первыми из европейцев достигли побережья Аляски в районе Мыс Гвоздева (переименован в мыс Принца Уэльского). Гвоздев определил координаты и нанёс на карту около 300 км побережья полуострова Сьюард, описал берега пролива и острова, лежащие в нём. В октябре 1732 года вернулся в Нижнекамчатский острог.
В 1741 году экспедиция Беринга на двух пакетботах «Святой Пётр» (Беринг) и «Святой Павел» (Чириков) исследовала Алеутские острова и берега Аляски.
Злоупотребления русских промышленников и сборщиков ясака на Алеутских островах вызвали восстание местного населения в 1760-х годах.
В 1772 году на алеутской Уналашке основано первое торговое русское поселение.
3 августа 1784 года на остров Кадьяк (бухта Трёх Святителей) прибыла экспедиция Григория Шелихова в составе трёх галиотов («Три святителя», «Святой Симеон» и «Святой Михаил»). «Шелиховцы» (Северо-Восточная компания) начали осваивать остров, подчиняя местных эскимосов (конягов), способствуя распространению православия среди туземцев и внедряя ряд сельскохозяйственных культур (свёкла, репа). Поселение на острове Кадьяк получило название Павловская гавань. В 1793 году на остров Кадьяк прибыла православная миссия в составе пяти монахов Валаамского монастыря, которых возглавил архимандрит Иоасаф (епископ Кадьякский). Миссионеры незамедлительно начали возводить храм и обращать язычников в православную веру. В 1795 году русским промышленникам под предводительством Александра Баранова удалось продвинуться до Якутата.
Одновременно с компанией Шелихова Аляску осваивала конкурировавшая с ним компания купца Павла Лебедева-Ласточкина. Снаряжённый им галиот «Святой Георгий» (Коновалов) прибыл в 1791 году в залив Кука, а его экипаж основал Николаевский редут. В 1792 году «лебедевцы» основали поселение на берегах озера Илиамна и снарядили экспедицию Василия Иванова к берегам реки Юкон. Однако компания Лебедева-Ласточкина к 1798 году разорилась, не выдержав конкуренции с шелиховцами, из-за отсутствия хорошего снабжения с метрополией в Сибири и восстания индейцев атна.
В 1799 году основана Михайловская крепость (Ново-Архангельск). Посёлок быстро рос. К 1819 году там проживало больше двухсот русских и тысяча туземцев. Появились начальная школа, верфь, церковь, цейхгаузы, арсенал и различные мастерские. Компания вела охоту на каланов и торговлю их мехом, основала свои поселения и фактории. Основной рабочей силой в колониях являлись алеуты.

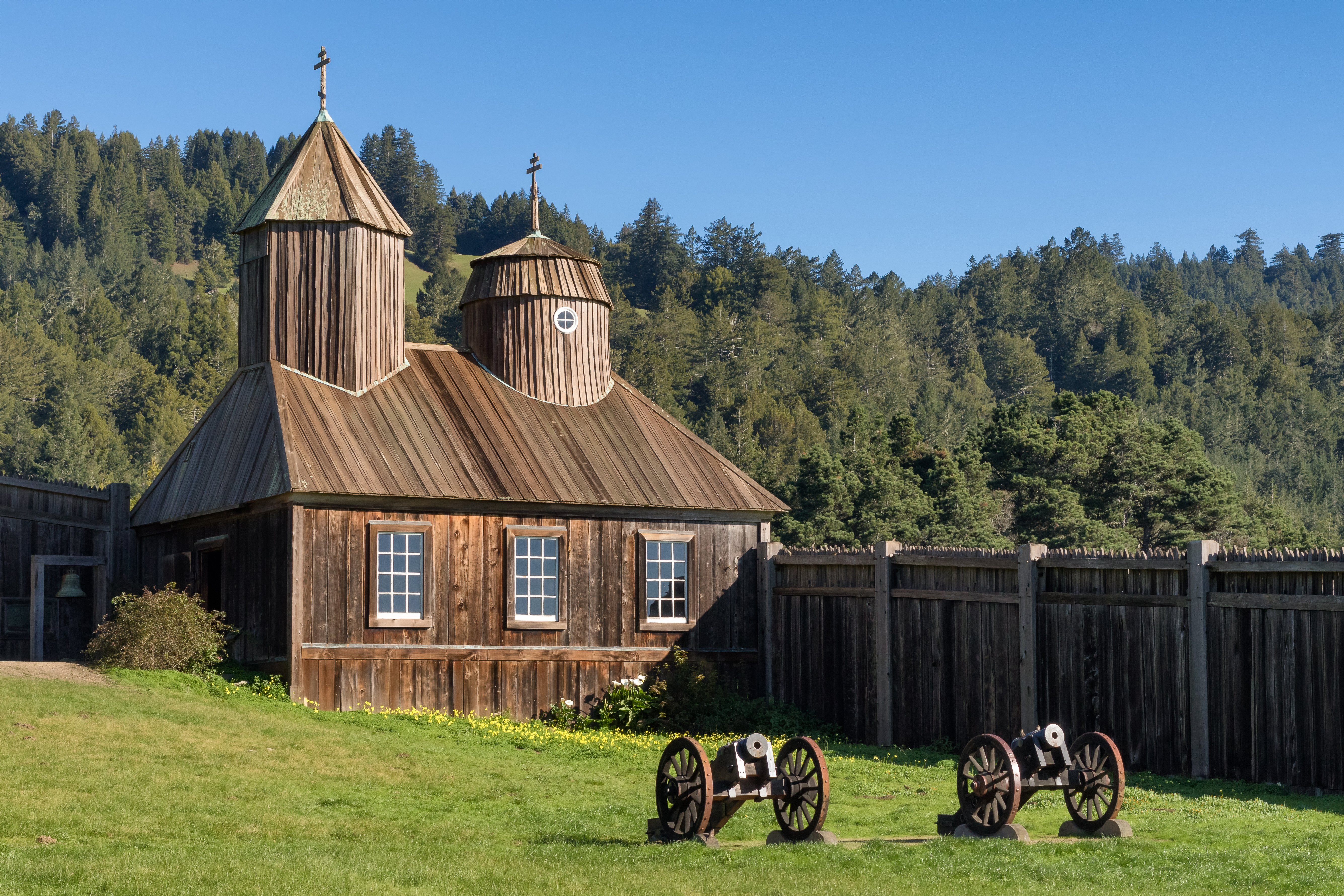
Крепость Росс, Калифорния

С 1808 года столицей Русской Америки стал Ново-Архангельск. Фактически управление американскими территориями вела Российско-Американская компания (РАК), главный штаб которой находился в Иркутске. Русскую Америку включили в состав сначала Сибирского генерал-губернаторства, а после его разделения в 1822 году на Западное и Восточное — в состав Восточно-Сибирского генерал-губернаторства.
11 сентября 1812 года Иван Кусков основал крепость Росс (в 80 км к северу от Сан-Франциско в Калифорнии), ставшую южным форпостом русской колонизации Америки. Формально эта земля принадлежала Испании, однако Кусков купил её у индейцев. Вместе с собой он привёл 95 русских и 80 алеутов.
В 1825 году была подписана Англо-русская конвенция о разграничении их владений в Северной Америке (в Британской Колумбии): устанавливалась пограничная черта, отделявшая владения Британии, которая проходила в 10 милях от кромки океана. До этого неофициальной границей считался хребет Скалистых гор. При этом русская сторона никогда не делала попытки переходить за Скалистые горы, хотя на протяжении почти полустолетия там была абсолютно безлюдная территория.

### Продажа Аляски
В январе 1841 года крепость Росс продали гражданину Мексики Джону Саттеру, а в 1867 году Аляска была продана США за 7 200 000 долларов.
1 января 1868 года 69 солдат и офицеров Ново-Архангельского гарнизона отбыли в Николаевск-на-Амуре на судне РАК «Нахимов». Группа, состоявшая из колониальных граждан и креолов, отплыла 24 апреля 1868 года в Николаевск-на-Амуре на корабле «Император Александр II». Последняя группа русских покинула Ново-Архангельск 30 ноября 1868 года на купленном для этих целей судне «Крылатая стрела», которое следовало в Кронштадт (всего на нём было 309 человек).

## Население
Коренным населением Аляски являлись алеуты, индейцы и эскимосы. В русских записках упоминаются эскимосы-чугачи (живущие близ гор Чугач), индейцы-кенайцы (близ полуострова Кенай). Алеуты упоминались под собственным именем, хотя отдельно выделяются кадьякцы (с острова Кадьяк). Называются также индейцы эяки и колоши (тлинкиты из окрестностей Якутата или Ситки — ситхинские колоши).
Современные эскимосы называют европейцев (белое население) словом «кассяк», которое вероятно обозначало прибывших туда казаков.
По степени зависимости туземцы превращались в каюров или аманатов.

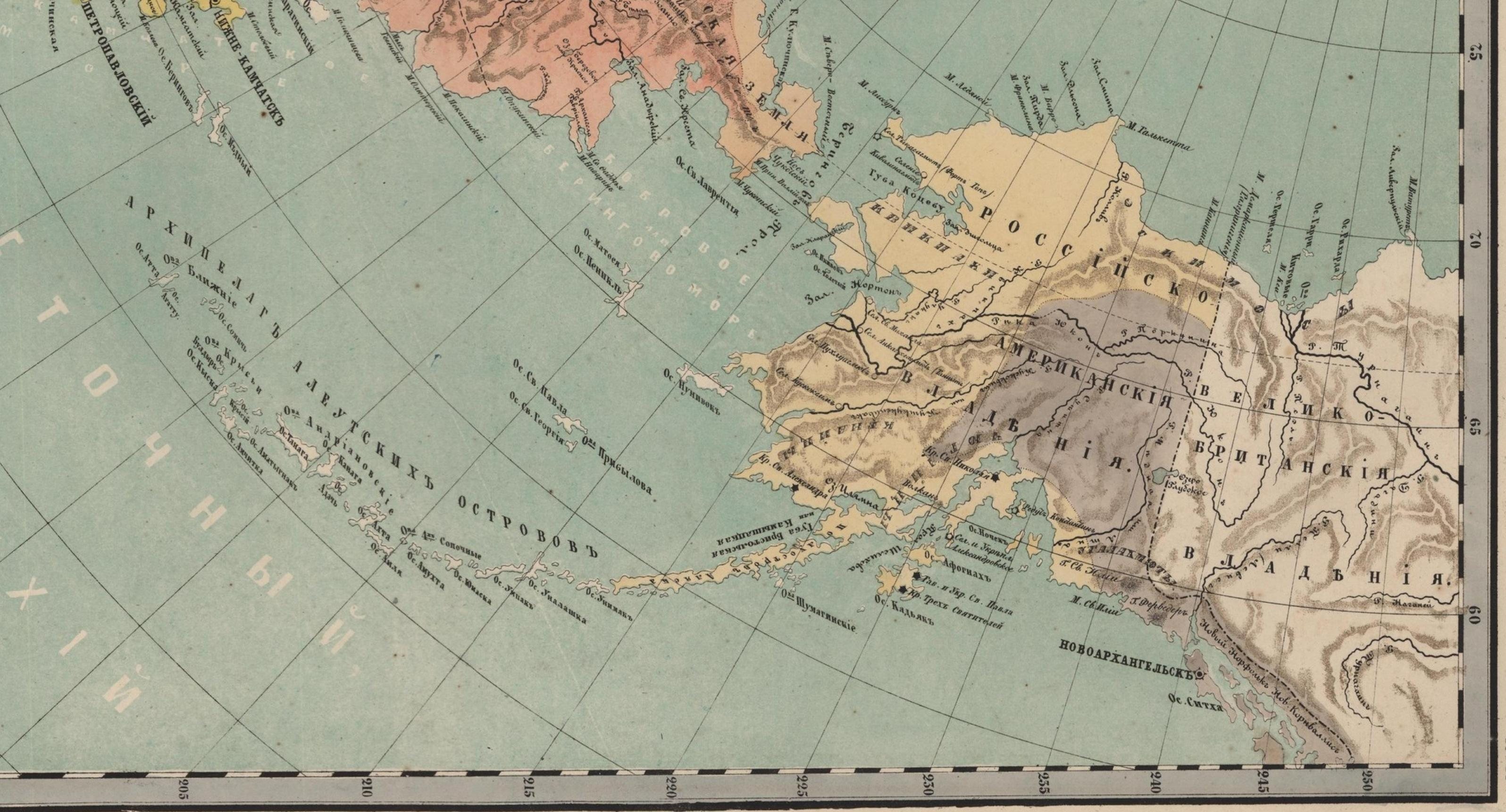
Этнографическая карта Русской Америки 1859 года.
Эскимосы и Алеуты
Колоши

Sumner называл численность населения на 1867 год примерно соответствующей до «2500 white Russians and half-breeds», «8000 aborigines» (в целом до 10 000 под правлением Российской компании) и вероятностно до «50,000 natives of various ethnological groups» (коренные народы Аляски и различные этнические группы) живущих вне юрисдикции компании. Эти цифры примерно соответствуют населению всего в 10 124 человека на 1863 год по данным Фёдоровой, по которым 2500 чел. — это «русские и иностранцы» (632) и креолы (1989), 8000 чел. — аборигены («природные жители»): алеуты и курильцы (4712), кенайцы (858), чугачи и медновцы (630), аглияхмут и куско-кэнмцы (1298). На цифру «812» за 1867 год Фёдорова указывает источник «Записка Комитета, составленного из членов от Министерства финансов и уполномоченного РАК, для принятия подготовительных мер к исполнению Трактата об уступке», где «указаны только работные и служащие РАК, подлежащие вывозу в Россию по контрактам». Других цифр на 1867 год не даётся, например, не учитываются «колониальные граждане» — поселенцы, признающие правление РАК, но не её служащие. Сведения о населения даются в отчётах Российско-Американской компании.

## Города Русской Америки
Первыми русскими поселениями в Русской Америке стали временные зимовья, основываемые на различных островах Алеутско-Командорской гряды с 40-х годов XVIII века. По мере удаления от Камчатки, перед северо-американскими компаниями промысловиков всё больше вставала необходимость в появлении постоянных баз с обустроенными гаванями. Первым таким стала Капитанская Гавань на Уналашке. Затем, происходило заложение новых населённых пунктов силами компаний Шелихова и Лебедева-Ласточкина на острове Кадьяк и берегах Кенайского залива. В 90-х началась осознанная политика закрепления на всё более южных участках Северной Америки — так появились редут Константина и Елены, Новороссийск, Ново-Архангельск, крепость Росс близ испанского Сан-Франциско и на срок в несколько месяцев крепость Елизаветы на Гавайских островах. Из-за невозможности конкурировать с США и Великобританией как в Тихоокеанском регионе целом, так и на западном побережье Северной Америки в частности, было принято решение отказаться от дальнейшего продвижения на юг взамен освоению северных земель на уже закреплённых пределах. Потому русские поселения после 20-х годов XIX века основывались в основном в верховьях реки Юкон и Кускокуим.
| Русское название поселения | Современное название | Год основания | Год утраты                                                  | Местоположение                        |
| -------------------------- | -------------------- | ------------- | ----------------------------------------------------------- | ------------------------------------- |
| Капитанская Гавань         | Уналашка             | 1772          |                                                             | Остров Уналашка, Алеутские острова    |
| Трёхсвятительская Гавань   |                      | 1784          | Заброшена после 1723 года                                   | Остров Кадьяк                         |
| Александровская крепость   | Сельдёвия            | 1786          |                                                             | Полуостров Кенай                      |
| Георгиевский редут         | Касилов              | 1787          |                                                             | Полуостров Кенай                      |
| Николаевский редут         | Кенай                | 1790          |                                                             | Полуостров Кенай                      |
| Павловская Гавань          | Кадьяк               | 1791          |                                                             | Остров Кадьяк                         |
| Воскресенская крепость     | Сьюард               | 1793          |                                                             | Полуостров Кенай                      |
| Редут Константина и Елены  |                      |               | Заброшен после 1928 года                                    | Чугацкий залив (совр. Принца Уильяма) |
| Новороссийск (Славороссия) | Якутат               | 1795          | Уничтожен тлинкитами в 1805 году, повторно заселён в 1860-х | Залив Якутат                          |
| Ново-Архангельск           | Ситка                | 1799          |                                                             | Остров Баранова                       |
| Крепость Росс              |                      | 1812          | Продан в 1841 году, ныне музей                              | Калифорния                            |
| Елизаветинская крепость    |                      | 1816          | Оставлена в 1817, ныне памятник                             | Остров Кауаи, Гавайские острова       |
| Ново-Александровский редут | Диллингхем           | 1819          |                                                             | Устье реки Нушагак                    |
| Колмаковский редут         |                      | 1832          | Упразднён в 1844 году                                       | Устье реки Хулитнак                   |
| Михайловский редут         | Сент-Майкл           | 1833          |                                                             | Залив Нортон                          |

## Главные правители (губернаторы) Русской Америки
1. Александр Андреевич Баранов: 1790—1818[20]
2. Леонтий Андрианович Гагемейстер: 1818—1818[21]
3. Семён Иванович Яновский: 1818—1820
4. Матвей Иванович Муравьёв: 1820—1825
5. Пётр Егорович Чистяков: 1825—1830
6. Фердинанд Петрович Врангель: 1 июня 1830 — 29 октября 1835
7. Иван Антонович Купреянов: 29 октября 1835 — 25 мая 1840
8. Адольф Карлович Этолин: 25 мая 1840 — 9 июля 1845
9. Михаил Дмитриевич Тебеньков: 1845—1850
10. Николай Яковлевич Розенберг: 14 октября 1850 — 31 марта 1853
11. Александр Ильич Рудаков: 31 марта 1853 — 22 апреля 1854
12. Степан Васильевич Воеводский: 22 апреля 1854 — 22 июня 1859
13. Иван Васильевич Фуругельм: 22 июня 1859 — 2 декабря 1863
14. Дмитрий Петрович Максутов: 2 декабря 1863 — 18 октября 1867

## Административное деление
Центром управления был Охотск, затем Кадьяк и с 1804 (или 1808) года — Ново-Архангельск. Колония разделялись на отделы, которые управлялись конторами. Начальник отдела назывался правителем конторы. При образовании Российско-американской компании в 1798 году контор было четыре:
- Кадьякская;
- Курильская;
- Уналашкинская;
- Уратская (в Охотске).

В 1804 году образован Ситхинский отдел.
В 1860-х годах существовало 6 отделов:
- Атхинский — все Алеутские острова к западу от острова Амухты;
- Кадьякский — от залива Якутат (части залива Аляска) и меридиана горы Св. Ильи до реки Кускокуим и меридиана Шумагинских островов; к нему принадлежали все острова к востоку от Шумагинских;
- Курильский — все Курильские острова, от острова Уруп на юге до острова Шумшу на севере;
- Северный или Михайловский — бассейн реки Квихпах и всё пространство к северу от реки Кускокуим до Ледовитого океана и до Берингова пролива;
- Ситхинский — острова и материк Америки, от залива Якутат (Беринга) к югу до 54° 40′ с. ш.;
- Уналашкинский — остальная (западная) часть полуострова Аляски, острова Шумагинские, Лисьи и Прибылова.

Кадьякский отдел был подчинён Кадьякской конторе, все остальные — Ситхинской конторе.

## Русская Америка в западной историографии
Интерес западной науки к русскому освоению Северной Америки проявился после продажи Россией Аляски в 1867 году.
Освоение Русской Америки в западной историографии считается важным пунктом в истории «русской восточной экспансии». Согласно утвердившемуся представлению, русское освоение Северной Америки было изначально обречено на провал.
Исследователи Г. Х. Бэнкрофт и У. Х. Долл, выступая за скорейшую «американизацию» бывших владений России, писали о негативных последствиях российской политики в Америке: истреблении пушного зверя и «варварском» отношении русских к коренному населению.
К. Л. Эндрюсом (ум. 1948) оспорен сложившийся взгляд на историю Русской Америки. Причинами прихода русских в Северную Америку назывались торговые интересы (Р. Кернер), потеря Амура в 1689 году, совокупность политических и торговых интересов.
Немецкий историк Ю. Семенов считал, что от активности в Америке Россию сдерживал страх перед столкновениями с англичанами и испанцами. Этот автор утверждал, что целью создания РАК было стремление Павла I ослабить положение Ост-Индской компании. О чрезмерной осторожности России в Северной Америке писал и канадский исследователь Г. Баррэт.
Канадский историк Дж. Гибсон, видевший в упадке пушного промысла причину потери Россией американских владений, в конце XX века отмечал: «Россия всегда была отсталой страной. Можно себе представить отсталость самой отдалённой из её колоний».

## Память
Ежегодно Форт-Росс посещают 150 000 человек. Здесь проходит ряд культурных мероприятий. Наиболее значительным является День культурного наследия, проводимый ежегодно в последнюю субботу июля (в его программе — православная литургия, выступления музыкальных и фольклорных коллективов, показательные стрельбы из исторического стрелкового оружия).
18 июля 1991 года в Рождественском монастыре настоятель храма протоиерей Герасим освятил колокола, отлитые в Москве в связи с празднованием 250-летия открытия русской Америки — Аляски. Два из этих колоколов было запланировано передать от имени оргкомитета «Русская Америка—250» Автокефальной православной церкви и старообрядческим общинам Америки в качестве дара.
В связи с 250-летием русской Америки имело место обращение советской комиссии «Встреча двух миров» к руководству Моссовета с инициативой увековечить память первооткрывателей северо-запада американского континента. Было выдвинуто предложение присвоить одному из московских скверов в районе новостроек название «Сквер имени первооткрывателей русской Америки».

### В топонимике
- Архипелаг Александра (англ. Alexander Archipelago) — в честь императора Александра II.
- Остров Баранова (англ. Baranof Island) — в честь губернатора Александра Баранова.
- Пролив Шелихова (англ. Shelikof Strait) — в честь Григория Шелихова.
- Вулкан Вениаминова (англ. Mount Veniaminof) — в честь священника Иоанна Вениаминова, будущего святого митрополита Московского Иннокентия.
- Острова Прибылова (англ. Pribilof Islands) — в честь Гаврилы Прибылова.
- Острова Шумагина (англ. Shumagin Islands) — в честь матроса Никиты Шумагина, участвовавшего в экспедиции Беринга.
- Андреяновские острова — в честь купца Андреана Толстых.
- Остров Купреянова (англ. Kupreanof Island) в честь аляскинского губернатора Ивана Купреянова.
- Остров Врангеля — в честь аляскинского губернатора Фердинанда Врангеля.
- Остров Чичагова (англ. Chichagof Island) — в честь российского адмирала Василия Чичагова.

### В нумизматике
Государственным банком СССР в 1990—1991 году начата серия «250 лет открытия Русской Америки». В серии вышли две платиновые монеты, посвящённые боту «Святой Гавриил», на котором в 1732 году была совершена экспедиция к берегам Берингова пролива, и русскому церковному деятелю, этнографу и естествоиспытателю, миссионеру и первому исследователю алеутов — митрополиту Иннокентию (Иван Евсеевич Вениаминов).

В тот же период в СССР вышли четыре монеты из палладия номиналом 25 рублей из той же серии с портретами Витуса Беринга и Александра Баранова, изображениями пакетботов «Святой Пётр» и «Святой Павел», Ново-Архангельска и гавани Трёх Святителей, а также две серебряные монеты, посвящённые крепости Росс и экспедиции Джеймса Кука в Русскую Америку.
| Бот «Святой Гавриил» |            |          |                |                |                                   |             |            |       |        |
| Дата выпуска | Номинал    | Качество | Металл, проба  | Масса общая, г | Масса чистого металла не менее, г | Диаметр, мм | Тираж, шт. | Аверс | Реверс |
| 1990 | 150 рублей | пруф     | плат. 999/1000 | 15.56557       | 15.55                             | 28,6        | 6.500      | Аверс | Реверс |
| Аверс: герб СССР, под ним название государства — СССР. Внизу по бокам, отделенные от верхней части поля черточками: знак монетного двора (справа) и проба и масса чистого металла (слева). В нижней части поля монеты в две строки указан номинал: «150 // рублей»; под ним — год. Реверс: изображение парусника в волнах, вокруг него по периметру монеты надписи: в верхней части — «250 лет открытия Русской Америки», в нижней — «Бот Св.Гавриил / М.Гвоздев•1732», разделённая декоративным элементом. Художник: н.д. Чеканка: Ленинградский монетный двор.                              |            |          |                |                |                                   |             |            |       |        |
| Серия: 250-летие открытия Русской Америки. Иоанн Вениаминов |            |          |                |                |                                   |             |            |       |        |
| Дата выпуска | Номинал    | Качество | Металл, проба  | Масса общая, г | Масса чистого металла не менее, г | Диаметр, мм | Тираж, шт. | Аверс | Реверс |
| 1991 | 150 рублей | пруф     | плат. 999/1000 | 15.56557       | 15.55                             | 28,6        | 6.500      | Аверс | Реверс |
| Аверс: герб СССР, под ним название государства СССР. Внизу по бокам, отделенные от верхней части поля черточками: знак монетного двора (справа) и проба и масса чистого металла (слева). В нижней части поля монеты в две строки указан номинал: «150 // рублей»; под ним — год. Реверс: изображение Ивана Вениаминова в монашеском обличье и с крестом в руке на фоне парусника, вокруг него по периметру монеты надписи: в верхней части — «250 лет открытия Русской Америки», в нижней — «Иоанн Вениаминов•миссионер и просветитель». Художник: н.д. Чеканка: Ленинградский монетный двор. |            |          |                |                |                                   |             |            |       |        |

### В филателии

Почтовые марки СССР
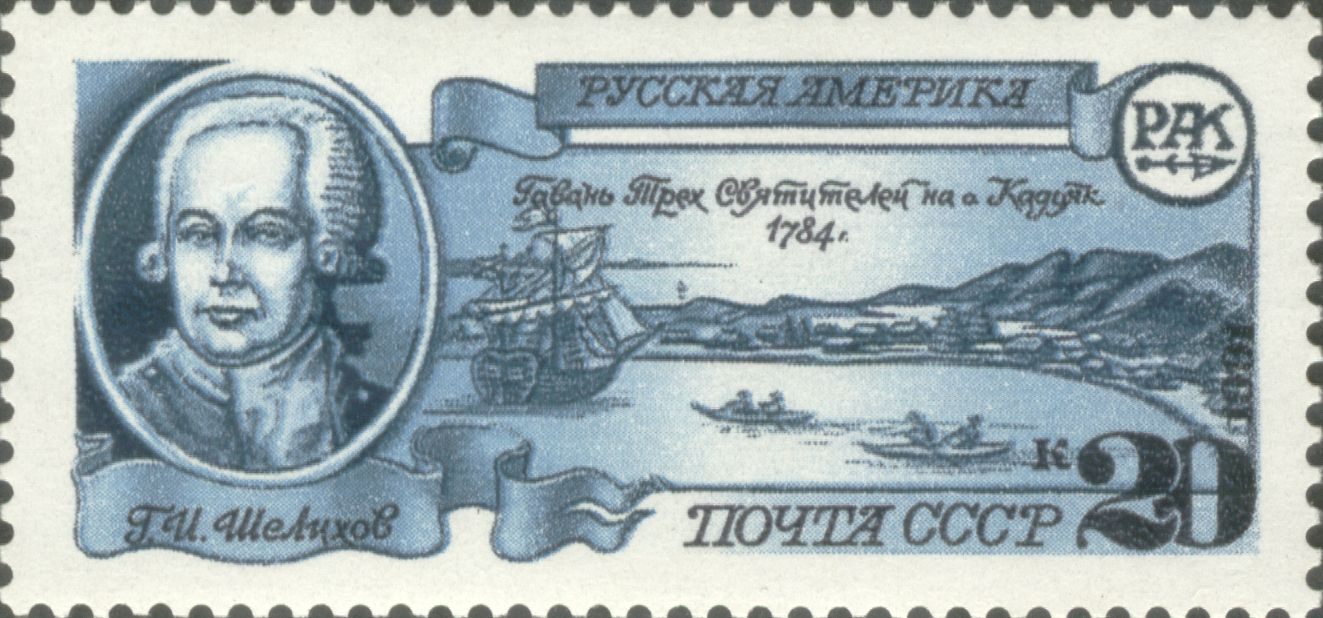
Г. И. Шелихов
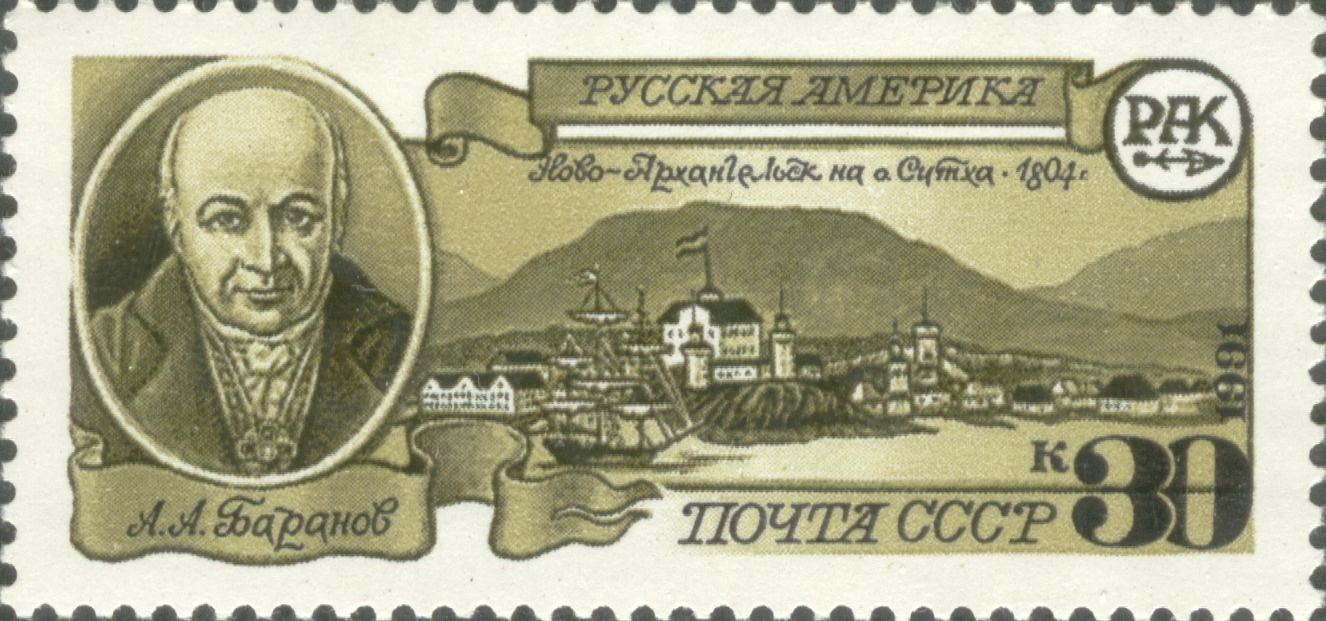
А. А. Баранов
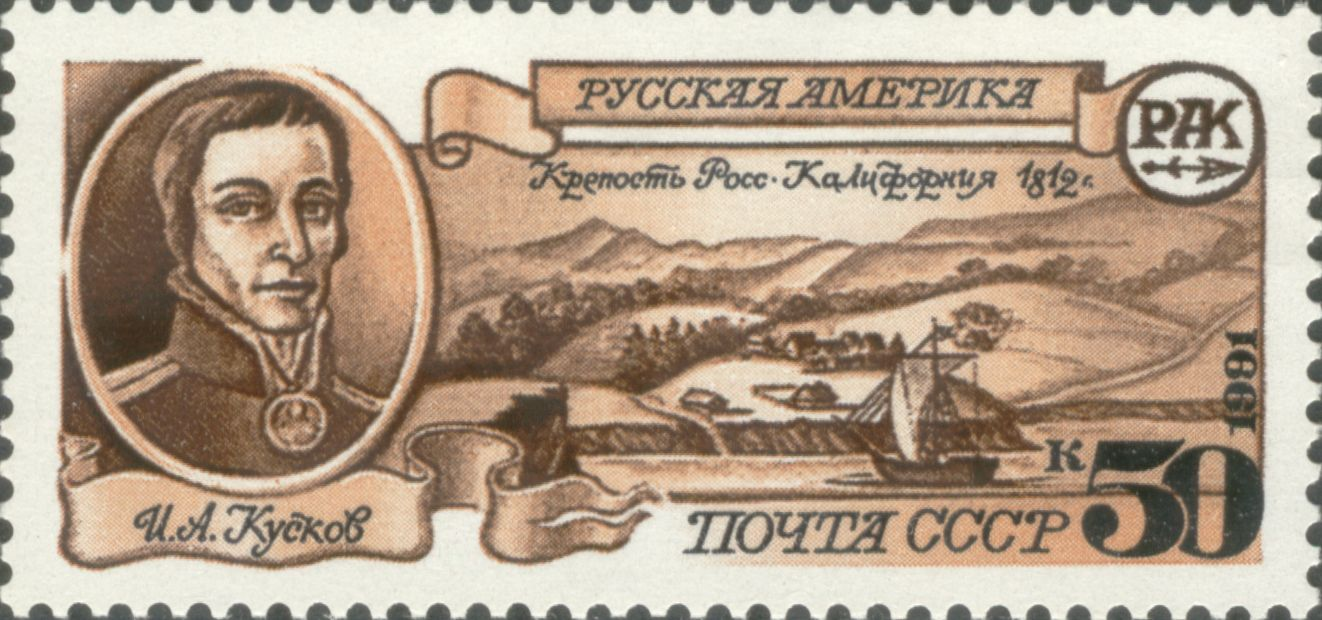
И. А. Кусков
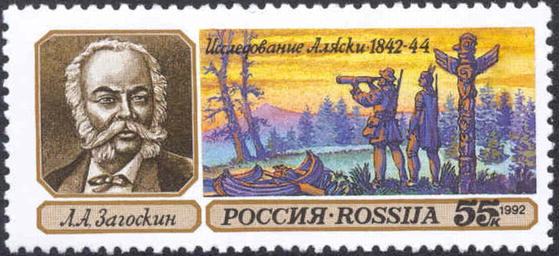
Л. А. Загоскин

### В литературе
Повесть Константина Бадигина «Ключи от заколдованного замка»